# 火柴盒二十
火柴盒二十（Matchbox 20，簡稱MB20），是成軍於美国佛羅里達州奧蘭多的一個搖滾樂團。
自從發行了《志同道合》（Yourself or Someone Like You），《瘋狂季節》（Mad Season）及《超乎想像》（More Than You Think You Are），火柴盒二十的專輯銷量在全世界已超過四千四百萬張。在2007年10月2日，他們發行了最新專輯《超越自我新歌加精選》（Exile on Mainstream）。現今的樂團成員有罗布·托马斯、保罗·杜塞特、布赖恩·耶尔以及凱爾·庫克。節奏吉他手亞當·蓋納（Adam Gaynor）在錄完三張專輯之後，於2005年離開了這個團。罗布·托马斯是團裡主要的作詞者及主唱。個人專輯《脫穎而出》（…Something to Be）的發行，為他個人的單飛事業奠定了良好的基礎。

## 歷史

### 成軍
在火柴盒二十這個樂團成軍之前，罗布·托马斯、布赖恩·耶尔及保罗·杜塞特和他們的夥伴約翰·史坦利（John Stanley）及約翰·葛夫（John Goff）在佛羅里達州奧蘭多市組了一個樂團，叫做「塔必沙的秘密」（Tabitha's Secret），他們曾出過一張專輯叫做《Don't Play With Matches》，裡面就包括了後來火柴盒二十第一張專輯的某些歌曲，例如《3AM》。接著在招募了來自邁阿密錄音工作室的亞當·蓋納及亞特蘭大音樂學校的凱爾·庫克之後，組成「火柴盒二十」樂團。

### 《志同道合》（1997-2000）
1996年，火柴盒二十發行了他們的首張專輯《志同道合》。他們的首波主打單曲《Long Day》，是電台獨家播放的搖滾單曲，這張專輯在1997跟1998年間竄升40首熱門單曲之列，另外還有《Push》，《3 A.M.》，《Real World》及《Back 2 Good》。這張專輯單單在全美就賣出了一千兩百萬張，還贏得了美國唱片工業組織《RIAA》所頒的鑽石獎。他們持續數年的巡迴演唱，演唱專輯裡的曲目，也翻唱一些歌曲，例如：辛蒂·羅波（Cyndi Lauper）的《Time After Time》及披頭四的《Don't Let Me Down》。從一場場令人振奮的現場演唱會及電台不停的播放熱門單曲，火柴盒二十的歌迷數量與日俱增。同年，他們為他們晉身在前四十首的熱門單曲《3 A.M.》錄了現場演唱版本，放在這張慈善專輯《Live in the X Lounge》，為腦性麻痺的研究盡一份心力。
在錄製他們的第二張專輯之前，罗布·托马斯和伊塔爾·舒爾（Itaal Shur）共同合作一首歌《Smooth》，這首歌收錄卡洛斯·山塔那的復出專輯《超自然》（Supernatural）裡。這首歌帶有拉丁流行音樂的色彩並展現出湯瑪斯作詞的天份。湯瑪斯原本只是單純的幫這首《Smooth》填詞，沒想到卡洛斯山塔那聽過這首歌的試唱帶之後，就讓羅伯演唱這首歌。《Smooth》是這張專輯的主打單曲，也在1999年成為熱門單曲；湯瑪斯因為這首《Smooth》獲得了葛萊美獎的年度最佳唱片，年度最佳金曲，以及年度最佳流行音樂合唱獎三項大獎。

### 《瘋狂季節》（2000-2002）
2002年，火柴盒20（Matchbox 20）正式改名為「火柴盒二十」（Matchbox Twenty）並發行他們的第二張專輯，《瘋狂季節》。這張專輯以多樣的樂器安排為特色並有數首熱門單曲，包括有《Bent》 (這首是百大熱門單曲的第一名)，以及《If You're Gone》。《Bent》這首歌曲的音樂錄影帶的故事線是其他團員毫不留情的羞辱主唱湯瑪斯，用來嘲笑他在《Smooth》這首歌的成功之後備受矚目的形象。而帶有回憶敘述路線的這首《If You're Gone》，則成為熱門歌曲，尤其在成人時代這樣的搖滾風格裡更加熱門。火柴盒二十的接下來兩首單曲《Mad Season》跟《Beautiful Girl》反而沒有這麼熱門。

### 《超乎想像》和樂團分裂 （2002-2007）
在第三張超乎想像專輯裡，樂團的曲風回到更強烈重節拍的搖滾。湯瑪斯和其他的團員分享一些作詞的工作量。這張專輯包含了熱門單曲《Disease》，《Unwell》和《Bright light》。雖然這張專輯沒有前兩張那樣的造成轟動，不過這張專輯全年在電台強力放送並且也得到了許多讚美。
2003年，樂團發行了只有六首歌的迷你專輯。這張專輯包含了《Push》及《If You're Gone》這兩首歌之前未發行過的現場演唱版及不插電版，也加入了新歌《Suffer Me》。發行這張迷你專輯的用意主要是給歌迷一個小禮物讓他們能聽到之前的歌曲的另一些流行版本。
2004年五月，火柴盒20發行了現場演唱會的DVD《A Night in the Life of Matchbox Twenty》，在亞特蘭大演唱會場拍攝，DVD裡有20首歌，包含了他們所有的熱門單曲。
2005年， 節奏吉他手蓋納正式離開火柴盒二十，這樣分裂的舉動也隱約的允許其他的團員發展各自的事業。罗布·托马斯發行了個人專輯《脫穎而出》，這張專輯裡收錄了四首熱門單曲《Lonely No More》，《This Is How a Heart Breaks》，《Ever the Same》及《Streetcorner Symphony》，在發行的當週就榮登全美告示牌排行榜。
2007年1月，罗布·托马斯發行了一支單曲《Little Wonders》，這首歌是他為一部迪士尼的電影《未來小子》（Meet the Robinsons）所寫的。

### 《超越自我專輯》及樂團未來 （2007-目前）
2007年10月2號，火柴盒二十發行了回顧專輯《超越自我》並在當年重返音樂界。 新的專輯除了《How Far We've Gone》之外，也包含了五首新歌，以及完整的收集之前發行過的歌曲中的十一首。這張專輯同時也是以影音光碟的形式發行，裡頭包含有兩個對六首新歌及十一首熱門單曲的訪談，含有回顧照片集，還有《How Far We've Gone》的混音版，表情圖示，以及桌布等等。《How Far We've Gone》這首歌在七月首先發表在樂團的網路共享空間，2007年9月6號發行了音樂錄影帶。2007年9月25號，美國的VH1電視台(VHI.com)在它們免費聽音樂的網站「The Leak」放送火柴盒二十的整張專輯。
火柴盒二十現正巡迴演唱，並以邀請到特別嘉賓艾拉妮絲·莫莉塞特及開幕嘉賓Mute Math為重點。樂團在2008年1月25號從佛羅里達州的好萊塢開始他們的全美巡迴演唱會，在2008年3月18號，會在內華達州的拉斯維加斯，之後在四月份會前往澳洲。澳洲巡迴演唱結束之後，火柴盒二十將會五年來第一次前往英國，並在卡地夫、米德爾塞克斯、伯明罕、格拉斯哥以及曼徹斯特(兩場)等城市舉辦演唱會。
對於2009即將推出的新專輯，外界仍有許多謠傳。但在此之前，罗布·托马斯預計把2008年大部份的時間用在策劃他的第二張單飛專輯。

## 團員陣容
- 罗布·托马斯－主唱、吉他及鋼琴
- 凱爾·庫克－吉他及配唱
- 布赖恩·耶尔－貝斯手
- 保罗·杜塞特－鼓手，打擊樂器，配唱(1996-2007)，吉他手及配唱(2007至今)
- 雷恩·麥克米蘭－(前搖滾樂團The Push Stars團員)，鼓手及打擊樂器手(2007年至今，超越自我專輯《Exile on Mainstream》樂手，現為正式團員。)

## 演唱會夥伴
- 麥特貝克－鍵盤手，曼陀鈴琴，吉他及配唱。(2003至今)

## 前團員
- 亞當·蓋納－吉他手及配唱(1995-2005)

## 得獎記錄
同時停留全美電台成人抒情榜與成人榜Top40最久的冠軍曲紀錄保持者
1997年
- 《Yourself Or Someone Like You》在告示牌的200大專輯榜停留了118週
- 《If You Gone》單曲獲全美詞曲協會頒發『年度最佳流行歌曲』獎項
- 《Yourself Or Someone Like You》入選滾石雜誌「97年最佳專輯」之一
- 獲得滾石雜誌讀者票選『最佳新進團體』
- 《告示牌》雜誌『最佳團體獎』

1998年
- 《Yourself Or Someone Like You》入選《Spin》雜誌年度十大專輯之一
- 罗布·托马斯被《時人雜誌》（People）選為『50名全球最美麗的人物』之一

1999年
- 罗布·托马斯以全球冠軍曲《Smooth》獲得3項葛萊獎的殊榮(年度最佳歌曲、最佳錄音及最佳流行演唱組合。)
- 表演權益協會BMI所頒受的最佳流行詞曲創作者獎上，罗布·托马斯和瑪麗亞·凱莉、仙妮亞·唐恩、莎拉·麥克拉蘭等人齊名，而該年最受歡迎的歌曲中，就有3首是出自於湯瑪斯的筆下。
- 《Yourself Or Someone Like You》專輯在告示牌專輯榜前五名、停留榜上118週之久的專輯，贏得了RIAA所頒予的鑽石獎（Diamond Award），代表它銷售量突破一千萬張，成為少數能達到這個里程碑的頂尖樂團之一。

2000年
- 《Bent》衝上Billboard流行單曲榜冠軍，成為他們第一支跨入主流界NO.1作品。

2004年
- 獲得第三十屆全美觀眾票選大獎 最受歡迎演唱團體